# Iglesia de Santa María de Alcira
La iglesia de Santa María fue un templo católico situado en la calle Mayor de Santa María, en el municipio de Alcira. Está catalogado como Bien de Relevancia Local con identificador número 46.20.017-019.

## Historia
La iglesia de Santa María fue el primer templo que tuvo Alcira tras la Reconquista. Fue erigida en 1244 por el rey Jaime I sobre los restos de la antigua alcazaba. Fue la iglesia principal de la población hasta que se edificó la de Santa Catalina.
El templo desapareció poco después de la Guerra Civil, quedando únicamente el campanario que fue derruido en 1950 por motivos de seguridad.

## Descripción
El espacio que ocupaba el templo fue utilizado durante el siglo XX para la construcción de almacenes y edificios industriales, si bien a inicios del siglo XXI se planificó la recuperación de los restos que pudiera haber del edificio original.